# Givi Tjocheli-stadion
| Givi Tjochelistatyn framför stadion. |  | Delar av fotbollsplanen. |
| Givi Tjochelistatyn framför stadion. |  | Delar av fotbollsplanen. |

Givi Tjocheli-stadion (georgiska: გივი ჩოხელის სტადიონი, Givi Tjochelis Stadioni) är en stadion i staden Telavi i Georgien. Den används främst till fotbollsmatcher och är hemmaplan för fotbollsklubben Kacheti Telavi. Stadion har en kapacitet för 12 000 åskådare, vilket gör den till en av de största fotbollsarenorna i Georgien. Framför stadion står en staty av den georgiske fotbollsspelaren Givi Tjocheli, som föddes i Telavi.